# Anaea herbacea
Anaea herbacea är en fjärilsart som beskrevs av Butler och Druce 1872. Anaea herbacea ingår i släktet Anaea och familjen praktfjärilar. Inga underarter finns listade i Catalogue of Life.